# Mel Carnahan
Mel Carnahan właściwie Melvin Eugene Carnahan (ur. 11 lutego 1934 w Birch Tree, zm. 16 października 2000 w pobliżu Hillsboro) – amerykański prawnik, polityk, członek Partii Demokratycznej.

## Działalność polityczna
Od 1962 przez dwie kadencje zasiadał w stanowej Izbie Reprezentantów Missouri. Od 1989 był zastępcą gubernatora Johna Ashcrofta, a następnie od 11 stycznia 1993 do śmierci 16 października 2000 gubernator stanu Missouri.
W 2000 kandydował do Senatu Stanów Zjednoczonych i podróżował po stanie Missouri korzystając z samolotu. Wieczorem 16 października leciał małym samolotem cessną, na pokładzie którego z gubernatorem był jeszcze jego syn Randy, który pilotował oraz bliski doradca Chris Sifford. W wyniku złych warunków atmosferycznych samolot rozbił się w pobliżu Hillsboro, a wszyscy trzej mężczyźni zginęli.

## Rodzina
Jego rodzicami byli Mary Kathel Schupp i  Albert Sidney Johnson Carnahan. W 1954 poślubił Jean Carpenter, z którą miał czworo dzieci m.in. syna Russa.